# 中世紀溫暖時期
中世紀溫暖時期（Medieval Warm Period, MWP）是指北大西洋地區內由公元10世紀到13世紀所出現一個不正常溫暖的時期。
在气象记录中，不同地区的暖化峰值出现的时间不同，表明中世纪暖期不是全球统一的事件。中世紀溫暖時期常常成為全球變暖的討論課題。有些人則稱呼為中世紀氣候異常（Medieval Climatic Anomaly），藉此強調其他氣候現象與溫度同等重要。
MWP之后，北大西洋与其他地区出现了区域性降温期，常常称作小冰期（Little Ice Age, LIA）。
MWP的可能成因包括太阳活动增加、火山活动减少、洋流变化等。模拟证据表明，自然变化不足以解释MWP，成因中必定有其他外部因素。

中世紀溫暖時期的溫度記錄（来自推算）。可见中世纪暖期并非全球现象。

## 研究
中世紀溫暖時期的氣候十分不正常，當時正值歐洲的中世紀，大約在8世紀至13世紀。歐洲已經進行大量關於中世紀溫暖時期及小冰期的初步研究，氣候不正常的現象已經很明顯及有清晰的記錄。有研究者认为在一般认为的中世纪暖期前还有“早期中世纪暖期”（MWP-I），大约从5世纪持续到9世纪末。11至13世纪的则是“传统中世纪暖期”（MWP-II）。1965年，古气候学先驱之一Hubert Lamb发表了基于植物学、历史记录、气象学数据的研究，得到公元1200年和公元1600年前后英格兰的平均气温与降水。他认为：“各方面数据暗示，世界上很多地区都曾经历过一个暖期，在11至12世纪左右、至少有上百年。之后的16、17世纪则是冷期，是末次冰期以来最冷的时期。”
“中世纪暖期”和“小冰期”的说法很快流行开来亞洲地區影響最大大约是在公元950年至1150年，相当于中国的北宋时期（960年至1127年）。當初認為溫度的改變是全球性的。可是，這個觀點很快受到質疑，如1990年的IPCC第一次评估报告中称“公元1000年前后的中世纪暖期（可能不是全球性事件）与19世纪中晚期才结束的小冰期……西欧、冰岛和格陵兰10世纪晚期至13世纪初（大约AD950–1250）的温度异常地高。”2001年的IPCC第三次评估报告概括了這項研究，指出「現在的證據沒法支持當時全球同步地發生不規則的冷暖轉變的論調，傳統所指的小冰期及中世紀溫暖時期只能有限地描述北半球或全球在過去幾個世紀中平均氣溫的改變。」
全球的冰芯、树木年轮、湖床沉积等气象记录表明，全球范围内中世纪暖期可能比20世纪早中期略低0.03°C。
古气候学家重建特定地区过去几个世纪的气候时，通常将最冷的时期称作“LIA”，将最暖的时期称作“MWP”。其他人则遵循这一惯例，当LIA或MWP时期内发生重大气候事件，就将其与时期联系起来。因此，文献中一部分“MWP事件”实际上是潮湿事件或寒冷事件，并非严格意义上的温暖事件。特别是南极洲中部，那里的气候模式同北大西洋几乎是相反的。

## 中世纪暖期的全球气候
MWP的性质与范围（是否是全球性事件）一直有争议。2019年，PAGES-2k联盟通过廣大的数据集证实，中世纪气候异常不是全球同步事件：各个地区在MWP中最温暖的51年不同时。他们主张对公元以来、工业化前的气候变化进行区域性分析。

## 發生事件

### 北大西洋地区

格陵兰中部冰芯重建的温度

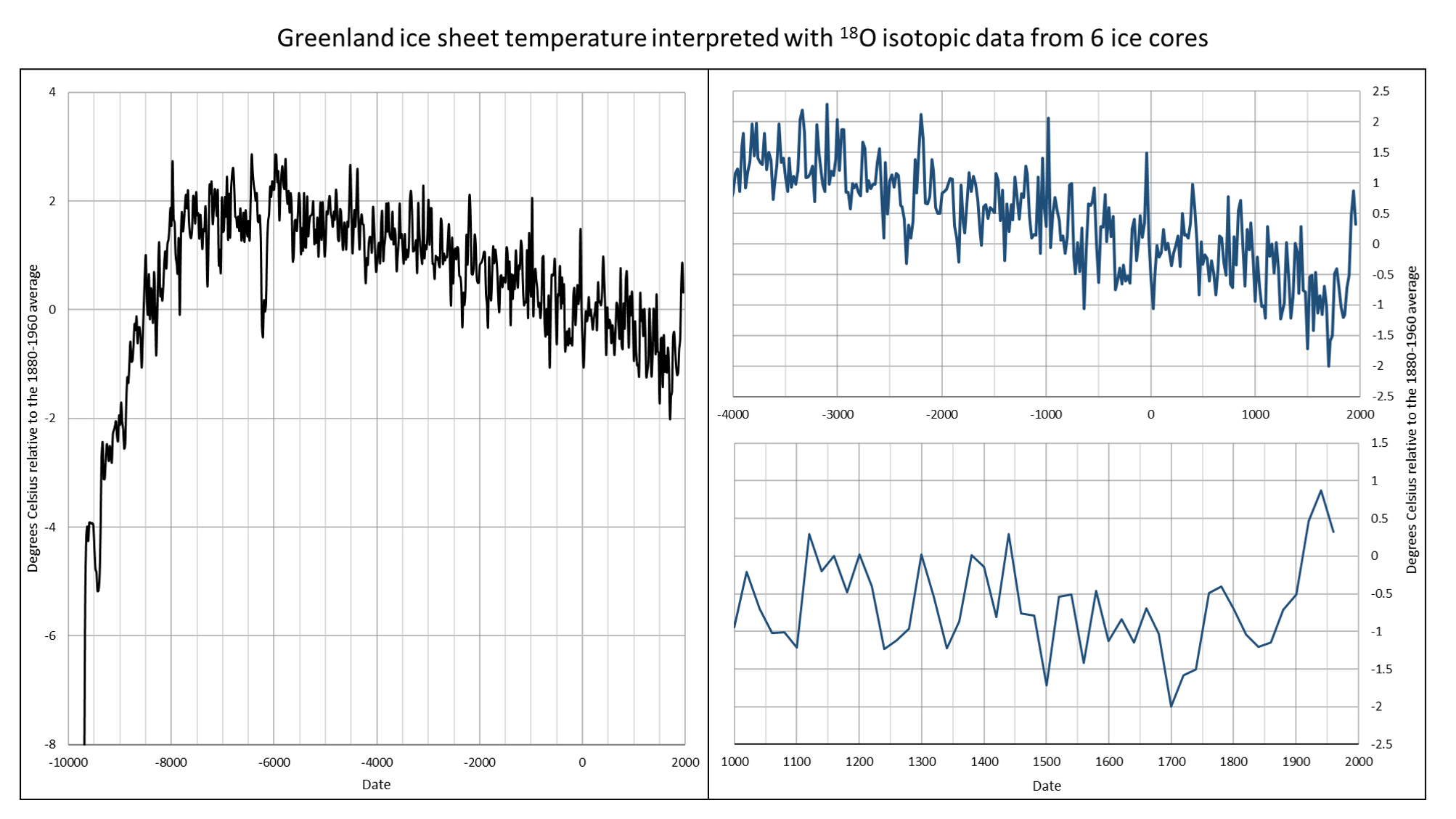
用6个冰芯中的氧18同位素解释格陵兰冰盖温度(Vinther, B., et al., 2009)。数据集范围从9690 BC到AD 1970，分辨率约20年，意味着每个数据点代表周围20年的平均温度。

对马尾藻海洋底沉积物箱式取样数据的碳14定年显示，400年前（小冰期）与1700年前的海面温度比现在低1 °C ；而1000年前（MWP）的海洋表面温度比现在高1 °C 。
波多黎各、墨西哥湾沿岸、佛罗里达到新英格兰的大西洋沿岸的证据一致表明，北大西洋热带飓风活动在中世纪温暖期达到一个高峰，随后处于暂时的安静期。
中世紀溫暖時期，北極海域的浮冰大量減少，使古斯堪地納維亞人（或稱維京人）能橫越北大西洋，抵達格陵蘭和北美東岸，促成了與因紐特人的短暫相遇。

#### 冰岛
冰岛最早有人定居大约在865年到930年之间，当时人们认为冰岛足够温暖，适合发展航海与畜牧。研究分析洋底沉积物与软体动物生长模式，重建了罗马温暖期到MWP与小冰期的10年分辨率尺度氧18、碳13同位素记录。該研究发现，在冰岛有人定居后，夏季气温仍在高位，但冬季气温有所降低。

#### 格陵兰

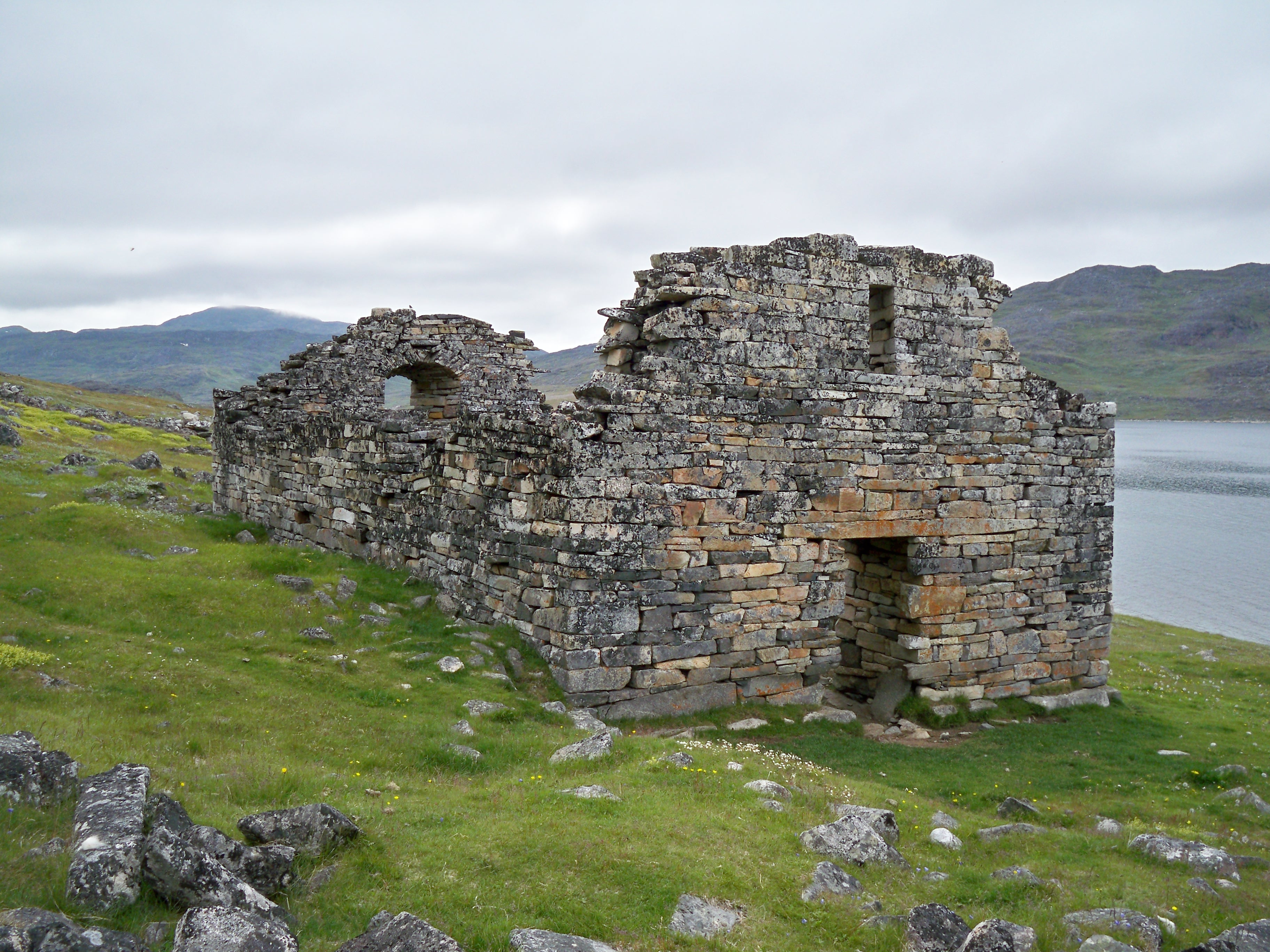
格陵兰诺斯人的最后书面记录是1408年冰岛的一次婚礼，保存在赫瓦勒塞教堂。赫瓦勒塞教堂是目前保留最完整的诺斯人遗迹之一。

格陵兰岛南部和北美洲部分地区在MWP（研究中定义为公元950–1250年）期间的温度超过了1961–1990年水平，部分地区甚至超过1990–2010年水平。北半球大部在小冰期（研究中定义为15–17世纪）出现明显降温，但拉布拉多和美国个别地区的温度似乎与1961–1990年水平大致相同。MWP期间格陵兰冬季氧同位素数据同北大西洋涛动（NAO）高度相关。

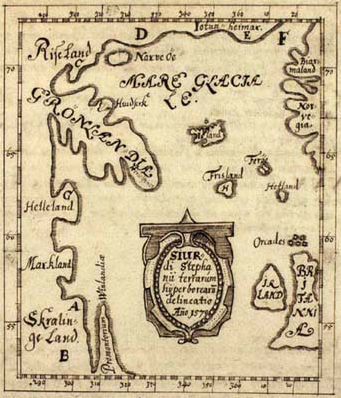
斯考尔霍特地图（1570）的1690年抄本，基于更早时候美洲的诺斯人定居点的记录。

诺斯人殖民北美可能同暖期有关。一般认为，诺斯人在暖期可以横穿不封冻的洋面，殖民格陵兰和临近岛屿沿岸地区。不过，哥伦比亚大学的一份研究表明，格陵兰不是在较暖的时期被殖民的，格陵兰的暖期只持续了很短时间。公元1000年前后，足够温暖的气候能支持维京人前往纽芬兰岛，建立临时定居点。

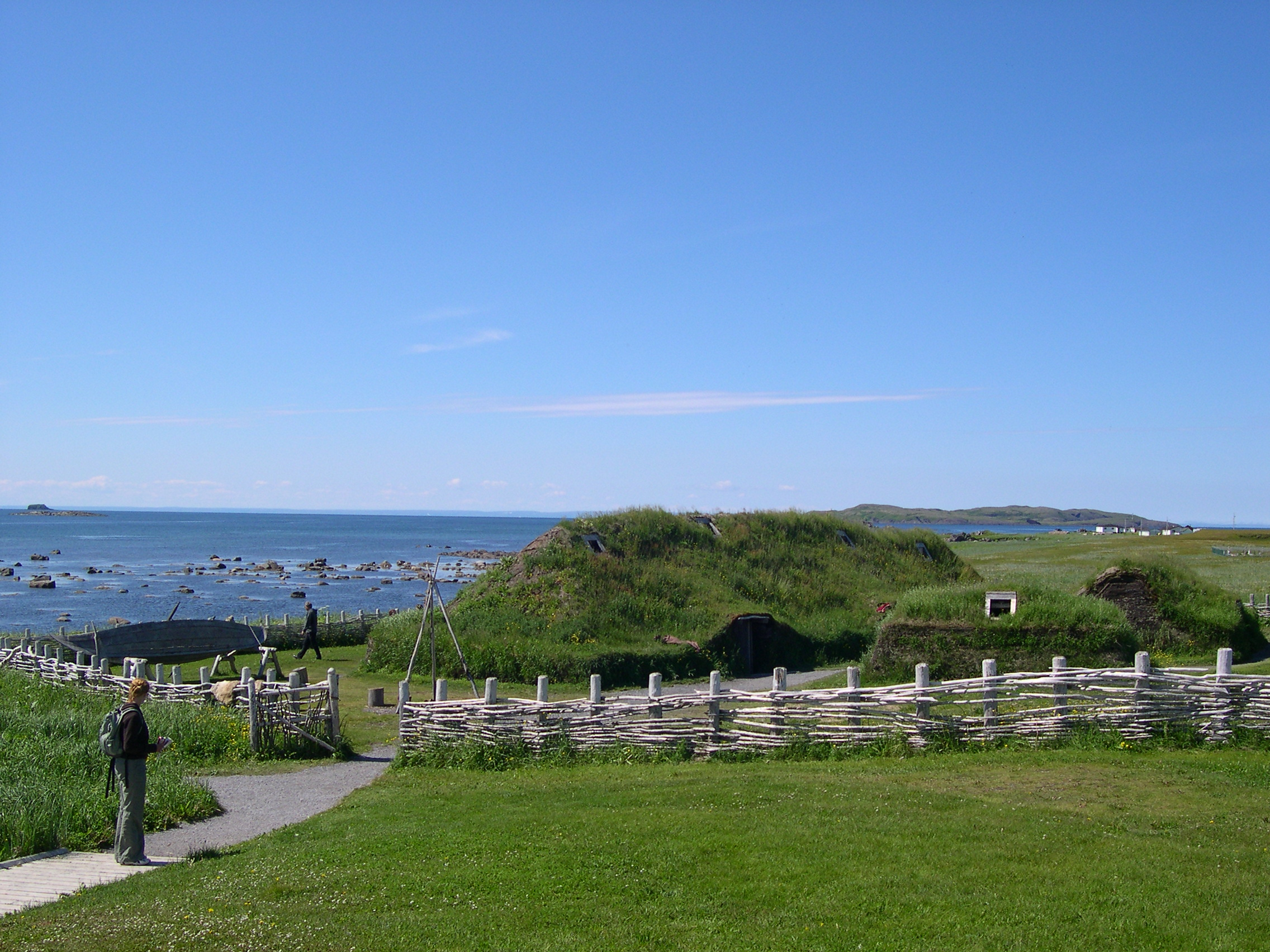
纽芬兰岛兰塞奥兹牧草地，有重建的维京人定居点。

985年左右，维京人建立了格陵兰东殖民地与格陵兰西殖民地，都在格陵兰岛南端附近。他们在殖民初期放牧牛羊过活，并有约四分之一食物是海产。1250年之后，气候变得更加恶劣，他们的饮食结构便向海产转移。到1300年前后，鳍足类（海豹）占食物来源的超过四分之三。
到1350年，格陵兰定居点的出口已经很少，同欧洲的贸易基本停滞。最后的关于定居者的记录是一份1412年的文献，之后几十年里，居民似乎因为经济原因陆续返回了欧洲。

### 歐洲地區
在這段時期，南欧经历了大规模冰川消退，一些较小的冰川完全消融。沉积记录显示，东欧的洪涝多发时期同MWP吻合，这归因于北大西洋涛动正相导致的降水增加。釀酒用的葡萄能夠遍佈歐洲，最北達英國南部。大西洋鯡魚盛產，鹽醃鯡魚的消費幾乎遍及歐陸，甚至一度成為軍糧與繳稅物。
气候变化的其他影响（如对地貌的影响）不那么显然。MWP之前，撒丁岛西部的沿海地区被罗马人遗弃，沿海地区得以向潟湖扩张，并在MWP期间到达高水位。地貌因气候变化而变化后，回到这里定居的人只得重新建立港口。在伊比利亚中央山脉，湖泊生产力提高、土壤侵蚀加剧，高强度径流事件频繁发生。

### 北美洲
切萨皮克湾（位于今美国马里兰州、弗吉尼亚州）在MWP（950–1250年）和小冰期（1400–1700，冷期持续到20世纪初）经历了大规模温度漂移，可能同北大西洋温盐环流的强度变化有关。哈德逊河谷下游的皮埃蒙沼泽沉积物表明，当地9到13世纪经历了干期。康涅狄格州哈莫克河盐沼因为较高的海平面，比现在向西延伸15公里。
长期干旱影响今日美国西部的很多地区，特别是加利福尼亚州东部与大盆地西部。公元以来，阿拉斯加经历了3个可比较的温暖期：1–300，850–1200，1800以来。对北美洲MWP的了解有助于确定一些原住民遗址的年代，特别是西部干旱地区。美国东南部的干旱，MWP期间稍稍多于LIA期间，差异在统计上可能并不显著。MWP期间的干旱可能也影响了美国东部的原住民定居点，如卡霍基亚土墩遗址。对近期考古研究的回顾表明，随着不尋常的文化变迁迹象逐渐进入学界视野，暴力与健康问题等早期模式比以前认为的更复杂，地区差异也更大。定居点中断、长途贸易恶化、人口迁移等模式也得到了进一步证实。

### 非洲
赤道东部非洲的气候在相对今日干燥与潮湿之间变化。MWP（1000–1270）期间，是相对干旱。对加那利群岛居民遗体的放射性定年法测年表明，MWP到LIA的过渡期间，当地气温至少下降了5°C。之后，当地居民的饮食结构不再经历显著变化。

### 南极洲
MWP在南大洋的出現比北大西洋晚约150年。从南极半岛东Bransfield盆地取到的岩芯样本保存了LIA和MWP事件的证据。Khim B. (2002)认为：“全新世晚期记录清晰地保留了新冰期事件LIA和MWP。”1000-1200年间，南极洲部分地区额外偏冷、部分地区额外偏热。
热带太平洋珊瑚礁的分析，在公元2000年的早期，气候是寒冷干燥的，相等于拉尼娜现象。澳大利亚艾尔湖地貌表明9至10世纪的气候类似于拉尼娜现象。

### 太平洋
太平洋热带珊瑚礁表明，相对凉爽干燥的气候可能在第1千纪早期持续存在，ENSO也维持在类拉尼娜的狀態。
一份2013年的研究指出，太平洋海水在MWP期间比LIA期间高0.9度，比研究前的10年平均值高0.65度。

### 南美洲
在智利的一份1500年湖床岩芯與厄瓜多尔中部山脉岩芯记录都可以觀察到MWP。
基于冰芯的重建发现，南美洲热带的MWP大约从1050年持续到1300年，之后是15世纪开始的小冰期。20世纪末温度超过MWP，是1600年以来最热的时期。

### 东亚
对中国过去2000年间的气温进行的确定性分析中，发现16世纪之前呈现高度的不确定性，而近500年来则在全国有良好的一致性，有1620–1710年代與1800–1860年代两个显著冷期，以及20世纪以来的变暖期。他们还发现，10到14世纪部分地区的变暖幅度堪比20世纪末，是过去500年未见的。总的来说，中国在MWP时期经历过暖期，但在全国范围内看是不一致的：MWP到小冰期的温度变化在东北、中东部地区显著，但在西南地区和青藏高原不显著。MWP期间，东亚夏季季风（EASM）达到近1千年来最强，且对ENSO高度敏感。毛乌素沙漠在MWP期间持续变得潮湿，东南地区的泥炭岩芯表明，EASM和ENSO变化是导致MWP期间降水增加的主要原因。华南的一些样本则显示出MWP期间变干或无显著变化，显示出MWP影响的空间异质性。模拟表明，MWP期间的EASM强度在初夏较低，但在夏末非常高。
俄罗斯远东大陆地区在MWP期间经历严重的洪涝，邻近岛屿的降水则变少，致使泥炭地面积减小。花粉数据表明暖气候植被和阔叶林扩张，针叶林收缩。
對日本中部中綱湖的沉积物研究中，发现10至12世纪有对应于MWP的暖期与3个冷期，其中两个可以对应小冰期。对日本东北部的研究表明公元以来750年到1200年有一暖湿阶段，之前与之后都是冷干阶段。

### 南亚
南亚夏季季风（ISM）同样在MWP期间增强，对大西洋多年代际振荡（AMO）有受温度变化驅使的影响，给印度带来了更多降水。喜马偕尔邦拉豪尔和斯皮提县的植被记录表明距今1158年至647年前有暖湿期。中央邦花粉记录为增强的季风降水提供了直接证据。喀拉拉邦Pookode湖记录也反映了MWP期间的偏暖。

### 中东
阿拉伯海海面温度在MWP期间因较强的季风而升高。MWP期间，阿拉伯海生物生产力增加。今日已十分干旱的阿拉伯半岛在MWP期间更干旱，长期干旱直到距今约660年前才终止。

### 大洋洲
澳洲关于MWP和小冰期的数据严重匮乏，而从浪成卵石滩台地可以看出，9、10世纪间艾尔湖一直在高水位，符合类拉尼娜狀態，但数据不足以说明湖面每年的变化，也不足以说明澳洲其他地方气候条件如何。
由新西兰一处洞穴（40.67°S, 172.43°E）中石笋的氧同位素比得到的温度表明，中世纪暖期发生在约1050年至约1400年间，比当前暖期（Current Warm Period）的温度高约0.75度。新西兰的更多证据来自有1100年历史的年轮记录。

## 阅读更多
- Fagan, Brian. . Basic Books. 2000. ISBN 978-0-465-02272-4.
- Fagan, Brian. . Bloomsbury Publishing. 2009. ISBN 9781596913929.
- Lamb, Hubert. . Routledge. 1995.
- Staff members at NOAA Paleoclimatology. . A Paleo Perspective...on Global Warming. NOAA Paleoclimatology. 2000-05-19  [2007-08-12]. （原始内容存档于2011-02-11）.